# Лектотип
Лектотип — екземпляр, вибраний з типової серії (з паратипів, котипів чи синтипів), що використовується як голотип. Зазвичай відбір роблять у випадку, якщо голотип не був позначений до того прямо.
| Метелик | Це незавершена стаття з біології. Ви можете допомогти проєкту, виправивши або дописавши її. |